# Heverlee
Heverlee är en ort i Belgien.   Den ligger i provinsen Flamländska Brabant och regionen Flandern, i den centrala delen av landet, 24 km öster om huvudstaden Bryssel. Heverlee ligger 31 meter över havet och antalet invånare är 21 721.
Terrängen runt Heverlee är platt. Runt Heverlee är det tätbefolkat, med 266 invånare per kvadratkilometer.. Närmaste större samhälle är Leuven, 1,7 km norr om Heverlee. 
Runt Heverlee är det i huvudsak tätbebyggt.